# 克雷格·S·卡普蘭
克雷格·S·卡普蘭（英語：Craig S. Kaplan）是一名加拿大計算機科學家、數學家和數學藝術家。他是《數學與藝術雜誌》的編輯（前主編），也是數學與藝術橋樑會議的組織者。他是加拿大滑鐵盧大學計算機科學副教授。
卡普蘭的工作主要集中在幾何和計算機科學在視覺藝術和設計中的應用。他是證明業餘愛好者大衛·史密斯發現的地磚是愛因斯坦問題解決方案的團隊成員之一。

## 教育
卡普蘭於1996年獲得滑鐵盧大學數學學士學位。1998年和2002年，他分別獲得華盛頓大學計算機科學碩士和博士學位。

## 研究工作
卡普蘭的研究工作著重於計算機圖形學和數學在藝術和設計中的應用。他是平鋪理論計算應用的專家。

### 蛋白質組裝中的奇異幾何形狀
2019年，卡普蘭幫助將阿基米德立體的概念應用於蛋白質組裝，並與理化學研究所的實驗團隊一起證明，這些奇特的幾何結構可產生超穩定的大分子籠。這些新系統可應用於標靶藥物遞送系統或奈米級新材料的設計。

### 愛因斯坦問題

2023年3月發現的史密斯-邁爾斯-卡普蘭-古德曼-施特勞斯地磚無限家族之一。

2023年，卡普蘭是解決愛因斯坦問題的團隊成員之一，該問題是鑲嵌理論和歐幾里德幾何中的一個重大未決問題。這個問題是要找到一種「非週期性單面體」，即一種可以非週期性（無平移對稱性）鑲嵌平面但不能週期性鑲嵌的單一幾何形狀。這項發現正在接受專業評審，一旦得到確認，將被視為解決一個長期存在的數學難題。
2022年，業餘愛好者大衛·史密斯發現一種由八個風箏（每個風箏都是六邊形的六分之一）黏合而成的形狀。他聯繫了卡普蘭，請他幫忙分析這個形狀，兩人將其命名為「帽子」。 在卡普蘭的計算工具也發現這種平鋪會無限期地持續下去之後，卡普蘭和史密斯又請來另外兩位數學家約瑟夫·塞繆爾·邁爾斯（Joseph Samuel Myers）和查姆·古德曼-施特勞斯，幫助證明他們發現了一種非週期性單平鋪。史密斯還發現了第二塊地磚「烏龜」似乎具有相同的性質。2023年3月，這個四人小組宣布，他們證明了大衛·史密斯發現的地磚以及由這兩種地磚插值而成的其他無窮瓦片族是非週期性單地磚。
帽子地磚和烏龜地磚都需要一些反射副本來平鋪平面。在首次預印之後，史密斯注意到與帽子地磚相關的地磚可以週期性或非週期性地鋪設平面，其中非週期性鋪設不需要反射。對邊緣的適當操作可以防止週期性平鋪。2023年5月，由史密斯、卡普蘭、邁爾斯和古德曼-施特勞斯組成的團隊發表了一份新的預印本，證明了這種被史密斯稱為「幽靈」的新形狀是一種嚴格的手性非週期性單地磚：即使允許反射，每個地磚也是非週期性的，並且只使用光譜的一種手性。這種新形狀在平面上拼成的圖案，如果不使用形狀的鏡像，就永遠不會重複，因此被稱為「吸血鬼愛因斯坦」。